# セリア・キャロン
セリア・キャロン（Coelia Caron、1965年8月29日 - ）は、1980年代に日本で活動したフランス出身のモデル。

## 来歴
フランス人の父親と日本人の母親を持つ。
1984年、ユニチカキャンペーンガールに選ばれる。資生堂、キリンビールなどのCMにも出演。

## 出演

### CM
- 資生堂「この夏　その気×××」1984年
- キリンビール「キリンびん生」1986年

### 雑誌
- non-no
- 週刊プレイボーイ
- FRIDAY